# Гнатишин Іван Михайлович
Іва́н Михайлович Гнати́шин (20 січня 1907, Вашківці — 2 травня 1967) — видатний канадський юрист українського походження. Батько Романа Гнатишина — 24-го генерала-губернатора Канади. Сенатор від Прогресивно-консервативної партії.

## Життєпис
Іван Гнатишин народився в Україні, але у двомісячному віці переїхав із батьками (Михайло та Ганна Гнатишині) до Канади. 1932-го закінчив Саскачеванський університет, отримавши диплом бакалавра права.
Починаючи з 1933 року займався юридичною практикою в Саскатуні У 1935, 1940 та 1945 балотувався на виборах до Палати громад від виборчого округу Йорктон, однак жодного разу не був обраним. Крім того, брав участь як кандидат у виборах 1952 року до законодавчої асамблеї Саскачевану, на яких знову ж програв.
У 1957 році отримав статус королівського адвоката. Через два роки потому призначений за поданням Джона Діфенбейкера на посаду сенатора від Саскатунського округу.

## Особисте життя
У 1931 році одружився із Геленою Піттс, з якою народили чотирьох дітей: Романа, Віктора, Давида та Елізабет.